# Heinrich VI. von Rottenburg
Graf Heinrich VI. von Rottenburg (* 2. Hälfte des 14. Jahrhunderts; † April / Mai 1411) war Anführer einer Opposition des Tiroler Adels gegen Herzog Friedrich IV. von Österreich. Er gilt als einer seiner bekanntesten politischen Gegenspieler. Nach ihm ist die Rottenburger Fehde benannt, die zu seinem Sturz führte.

## Herkunft
Heinrich VI. von Rottenburg entstammte der Familie der Grafen von Rottenburg, die zu Beginn des 15. Jahrhunderts als die mächtigste Adelsfamilie der Grafschaft Tirol galt. Sein Vater Heinrich V. von Rottenburg (* um 1343; † um 1400) war Hofmeister auf Tirol und Hauptmann an der Etsch. Er baute durch wichtige Erwerbungen und Pfandschaften, Pfarr-Erhebungen und Ähnliches die bereits bedeutende Stellung seiner Familie weiter aus. 1386 tätigte er eine Stiftung für das Kloster Stams. Seine Schwester Elisabeth heiratete 1404 Graf Johann I. von Lupfen-Stühlingen. Am 7. Februar 1403 bestätigt ihr Neffe, Herrmann von Thierstein, die Öffnung und Treue der Burgen Rotenburg, Wiessberg, Castelfondo und Cagno sowie die Offnung der Festen Enn und Caldif.

## Leben
Nach dem Tod seines Vaters um 1400 übernahm Graf Heinrich die Führung seiner Familie. Wie schon dieser und seine Vorfahren bekleidete er wichtige Ämter der Grafschaft Tirol, unter anderem das eines Hauptmannes an der Etsch und des Burggrafen auf Schloss Tirol. 1404 stiftete er in der Nähe seiner Burg in Kaltern ein Spital. 1407 gründete er die Adelsgemeinschaft, die als Falkenbund in die Geschichte und Legende eingegangen ist. Diese war gegen Herzog Friedrich IV. gerichtet, der inzwischen die Herrschaft über Tirol übernommen hatte.
Wegen einer Pfandschaft geriet Heinrich 1407 auch mit Niklaus Vintler von Runkelstein in Konflikt. Er eroberte die Burg Rendelstein, die er jedoch auf Druck des Herzogs wieder an die Vintler zurückgeben musste.
1410 brach die Rottenburger Fehde aus, die für Heinrich mit dem Verlust seiner zahlreichen Besitzungen endete. Heinrich, der schließlich Herzog Stephan III. von Baiern-Ingolstadt den Vorwand zu einem Krieg zur Rückgewinnung der Grafschaft Tirol lieferte, wurde wegen Hochverrat inhaftiert und erst 1411 wieder freigelassen. Mit seinem Tod nur wenige Monate später starben die Rottenburger in männlicher Linie aus.

## Ehe und Nachkommen
Heinrich war seit ca. 1404 mit Agnes (* um 1385; † zwischen 1427 und 1436), einer Tochter des Grafen Albrecht III. von Werdenberg-Heiligenberg-Bludenz verheiratet, hatte aber aus dieser Ehe keine männlichen Nachkommen. Agnes von Werdenberg-Heiligenberg-Bludenz (auch als Agnes von Kirchberg nachgewiesen) heiratete nach seinem Tod um 1415 den Grafen Eberhard VI. von Kirchberg († 1440), der um 1431 als Hofmeister der Grafen von Württemberg belegt ist. Zum Zeitpunkt ihrer zweiten Eheschließung galt Agnes als reiche Witwe, sie hatte Heinrichs Sturz, anders als Legenden überliefern, einigermaßen glimpflich überstanden. Aus ihrer zweiten Ehe hatte Agnes mehrere Söhne und Töchter, die Ehen mit wichtigen Adelsfamilien eingingen: mit den Fürstenbergern, den Grafen von Tengen-Nellenburg und den Herren von Zimmern zu Messkirch. Ihre gleichnamige Tochter Agnes von Kirchberg die Jüngere heiratete um 1435 Graf Ulrich IX. von Matsch († 1481) und war die Mutter des Grafen Gaudenz von Matsch.
Gräfin Barbara von Rottenburg († 1462), die Tochter von Heinrich und Agnes, heiratete um 1430 Bero I. von Rechberg-Mindelheim († 1462). Sie war eine Vorfahrin des Bauernjörg.

## Legendenbildung
- Heinrichs Sturz und sein kurz darauf erfolgter Tod dürften die Ursache dafür sein, dass immer wieder behauptet wird, dass er angeblich vergiftet oder auch erschlagen wurde. Dafür aber, dass er tatsächlich ermordet wurde, gibt es keine als seriös einzustufenden Belege, offensichtlich handelt es sich dabei um Legendenbildung.
- Da mit ihm die Familie der Grafen von Rottenburg ausstarb, wurde er später als Heinrich der Letzte bezeichnet.
- Wie auch bei anderen adeligen Gegnern des Herzogs Friedrich von Österreich, so z. B. den Herren von Starkenberg, dürften sich um Heinrichs Person Legenden gebildet haben, in denen er als der „politische Verlierer“ sehr schlecht wegkommt. Schriftlich sind zwei Anekdoten (darunter die Anekdote von den drei Krankheiten) über ihn überliefert, in denen sich sein Sturz ankündigt.[8]

## Erinnerung
- An Heinrich und seine Familie erinnert heute der Rottenburger Platz in Kaltern.
- Aus dem von Heinrich gestifteten Spital in Kaltern wurde später ein Seniorenheim: die Altenstiftung zum Heinrich von Rottenburg.[3]